# Chadrinsk

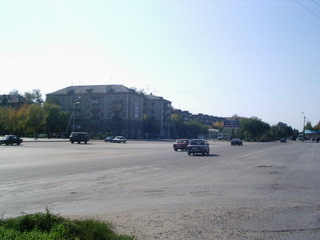

Chadrinsk (en russe : Шадринск) est une ville de l'oblast de Kourgan, en Russie. Avec 77 031 habitants en 2015, c'est la deuxième ville de l'oblast de Kourgan.

## Géographie
Chadrinsk est située dans le sud-ouest de la plaine de Sibérie occidentale, à l'est de l'Oural. La ville s'étend sur la rive gauche de la rivière Isset, à une altitude moyenne de 80 m. Chadrinsk se trouve à 124 km au nord-ouest de Kourgan, à 173 km au nord-est de Tcheliabinsk et à 1 614 km à l'est de Moscou.
Le climat est continental.

## Histoire
Une colonie, nommée Chadrinskaïa zaïmka (en russe : Шадринская заимка, Chadr est un patronyme, zaïmka signifie prospère) existait déjà à l'emplacement de la ville actuelle depuis 1644. En 1662, l'ostrog (colonie fortifiée) de Chadrinsk fut créée qui devint par la suite un village libre (sloboda). Après la construction de l'église de l'Archange-Saint-Michel en 1712, le lieu fut rebaptisé « bourg de l'Archange de Chardinsk » (en russe : Архангельский Шадринский городок, Archanguelski Chadrinski gorodok) ou Maloarchanguelsk (Малоархангельск).
En 1781, Chadrinsk acquiert le statut de ville et prend son nom actuel. Elle est le chef-lieu d'un cercle (ouïezd). Au XIXe siècle, Chadrinsk devient un centre commercial et artisanal spécialisé dans les produits agricoles, qui joue un rôle significatif dans la région de l'Oural. Dans le village voisin de Krestovskoïe (Крестовское), à 25 km à l'est, se tient à partir de 1825 la foire annuelle de Kretovo-Ivanovsk la deuxième en importance de la région de l'Oural après celle d'Irbit. La ville est fameuse pour son marché des oies de Chadrinsk, élevées dans la région et particulièrement robustes.
À la fin du XIXe siècle, l'importance de la ville est menacée car elle n'est desservie ni par la branche sud du Transsibérien (qui passe par Kourgan), ni par la branche nord (qui passe par Iekaterinbourg). En octobre 1913, elle est finalement desservie par le chemin de fer via la ligne ferroviaire qui va de Bogdanovitch à Kamensk-Ouralski. En 1931, cette ligne est transformée en ligne directe Iekaterinbourg - Kourgan.

## Population
Recensements (*) ou estimations de la population
| 1856  | 1897*  | 1926*  | 1939*  | 1959*  |
| ----- | ------ | ------ | ------ | ------ |
| 4 700 | 11 678 | 19 177 | 31 149 | 56 129 |

| 1970*  | 1979*  | 1989*  | 2002*  | 2010*  |
| ------ | ------ | ------ | ------ | ------ |
| 72 619 | 81 511 | 86 713 | 80 865 | 74 567 |

| 2012   | 2013   | 2014   | 2015   | 2016 |
| ------ | ------ | ------ | ------ | ---- |
| 77 034 | 77 407 | 77 215 | 77 031 | -    |

## Économie
Les principales activités industrielles sont la construction de pièces automobiles, de matériaux de construction et l'industrie légère (textile, chaussures, tapis, meubles). Chadrinsk se trouve au centre d'une région d'élevage qui alimente une industrie agroalimentaire locale et des sources d'eau minérale se trouvent à faible distance de l'agglomération.